# Myrkvar
Myrkvar ist eine niederländische Folk-Metal-Band mit Black-Metal-Einflüssen.

## Geschichte
Myrkvar wurde 2003 gegründet.

## Diskografie

### Demotapes
- 2004: On Broken Wings

### Singles
- 2006: I Viking
- 2008: Geboren uit oorlogslendenen

Quelle

### Alben
- 2008: Als een woeste horde
- 2012: As en Bloed

Quelle